# Abszission
|  | Dieser Artikel wurde aufgrund von formalen oder inhaltlichen Mängeln in der Qualitätssicherung Biologie zur Verbesserung eingetragen. Dies geschieht, um die Qualität der Biologie-Artikel auf ein akzeptables Niveau zu bringen. Bitte hilf mit, diesen Artikel zu verbessern! Artikel, die nicht signifikant verbessert werden, können gegebenenfalls gelöscht werden. Lies dazu auch die näheren Informationen in den Mindestanforderungen an Biologie-Artikel. |

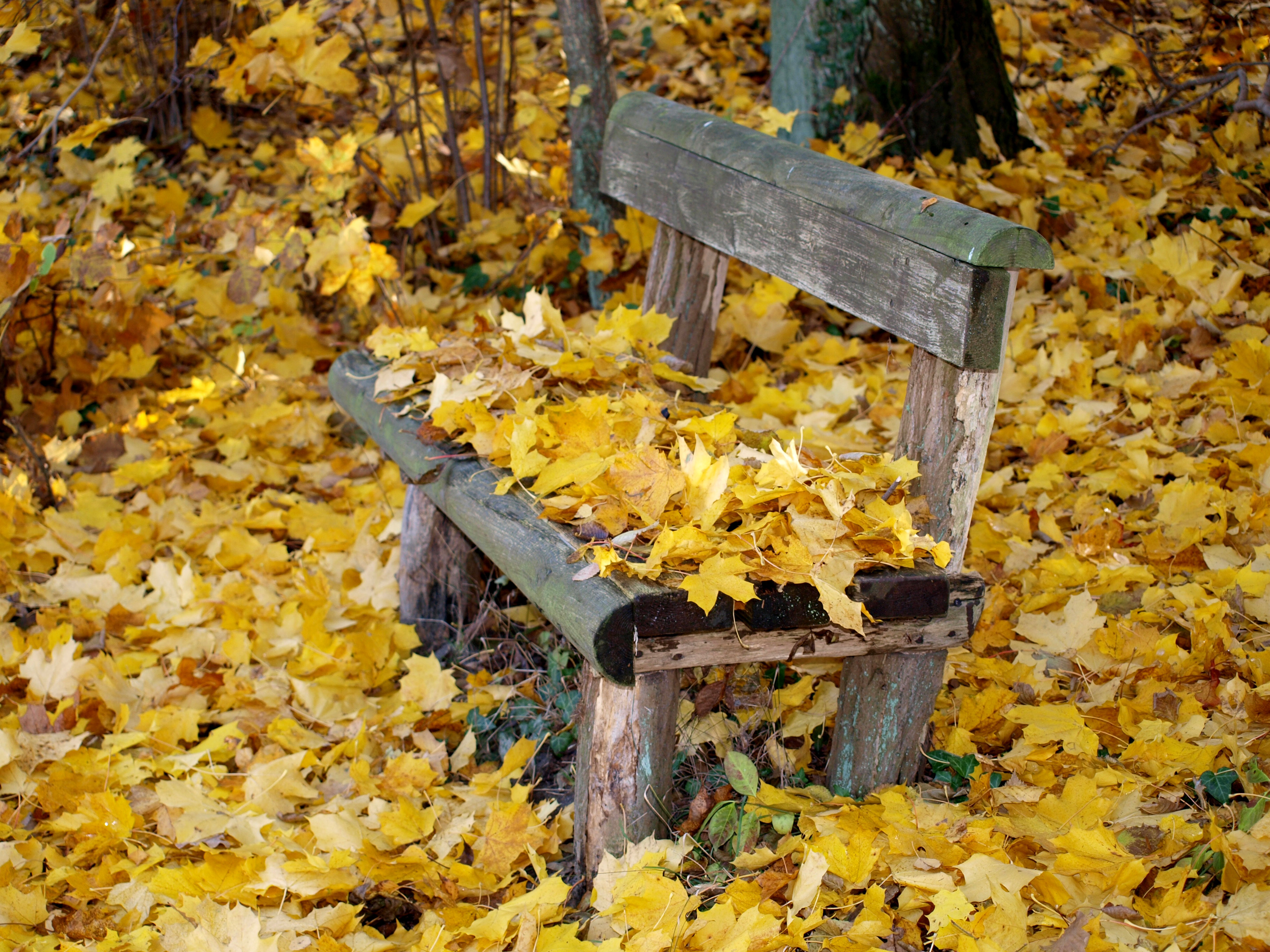
Laub auf einer Bank

Abszission bezeichnet in der Pflanzenphysiologie das Abwerfen von Blättern, darunter Nadeln bzw. Nadelblättern, Früchten und anderen Pflanzenteilen wie Laub- und Blütenknospen, Zweigen, Stacheln, Dornen oder Blütenständen. Man spricht daher auch von Blattfall, Fruchtfall, Laubfall, Knospenfall oder Blütenfall. Das Laubabwerfen der sommergrünen Laubbäume im Herbst, aber auch mancher Nadelbäume wie der Lärchen, dürfte die auffälligste Erscheinung der Abszission in den gemäßigten Klimazonen sein. Der Abszission geht ein Verlagern von Reservestoffen (Allokation (Botanik)) in Speicherorgane voraus, Stärke wird von den Blättern in den Stamm verlagert und im Winter – als Frostschutz –  reversibel in Zucker umgewandelt.

## Funktion und Physiologie
Mit der Abszission kann für die Pflanze eine Selbstreinigung durch Entfernung alter, verletzter oder erkrankter Teile verbunden sein. Des Weiteren ist eine exkretorische Funktion möglich, indem Organe abgestoßen werden, in denen Stoffwechselabfallprodukte angehäuft sind. Eine weitere Rolle spielt die Abszission bei der Verbreitung von Früchten und ungeschlechtlichen Vermehrungskörpern.
Dem Abwurf der Pflanzenteile gehen charakteristische morphologische und anatomische Veränderungen in den Trennzonen voraus. Häufig entsteht ein ausgeprägtes Trenngewebe. Dieses ist an der Basis des Blatt- oder Fruchtstieles gelegen und besteht aus besonders kleinen Parenchymzellen mit dichtem Protoplasma. Hier wird der Trennungsprozess vorbereitet, indem sich in einer zwei bis drei Zelllagen breiten Trennungsschicht, von Pflanzenart zu Pflanzenart verschieden, die Mittellamellen und/oder Primärwände oder ganze Zellen auflösen. Für diesen korrelativ gesteuerten aktiven Vorgang sind Luftsauerstoff sowie Atmungssubstrat erforderlich. Atmungsgifte hemmen die Abszission. Notwendig sind ferner Ribonukleinsäure und Proteinsynthese, speziell die Synthese von Cellulase und Pektinase. Pektinase, die Protopektin wasserlöslich macht, wird aktiv vom Protoplasma in die Zellwand sezerniert. An der korrelativen Steuerung der Abszission sind einerseits Auxine, andererseits Ethylen und andere Seneszenzfaktoren einschließlich Abscisinsäure beteiligt.
Das Pflanzenhormon Auxin, das in intakten, noch nicht gealterten Blättern und Früchten gebildet wird und durch den Blattstiel abwandert, verhindert Abszission. Dementsprechend wird in der gärtnerischen Praxis oft vorzeitiger Fruchtfall unterdrückt, indem die Pflanzen mit Auxinlösungen besprüht werden. Seneszenzfaktoren, die aus alternden Blättern und Blüten abwandern, stimulieren sie hingegen. Bei vielen Früchten und manchen Blättern, z. B. der Lupine, besteht eine zeitliche Korrelation zwischen der Abscisinsäureproduktion und der Abszission. Nach der Seneszenzhypothese der Abszission wird die Abszissionsbereitschaft des Trenngewebes durch das Verhältnis von Auxin zu Seneszenzfaktoren geregelt.
Faktoren, die die Blatt- und Fruchtseneszenz verzögern wie beispielsweise Cytokinine, verzögern dementsprechend auch die Abszission. Ethylen ist der unmittelbare Regulator, der sie induziert, wenn sich das Trenngewebe in Abszissionsbereitschaft befindet, unter anderem durch Bildung von Ribonukleinsäure, Cellulase und/oder Pektinase. Differenzielle Genaktivierung wird als Primäreffekt dieser Ethylenwirkung angesehen. Darüber hinaus hemmt Ethylen Auxinsynthese und -transport, sodass es die Abszission auf zweifache Weise stimuliert. Ethylen freisetzende Präparate werden gern zur Beschleunigung bzw. Synchronisierung der Fruchtreife verwendet. Dies ist für die Mechanisierung der Erntevorgänge von Bedeutung.

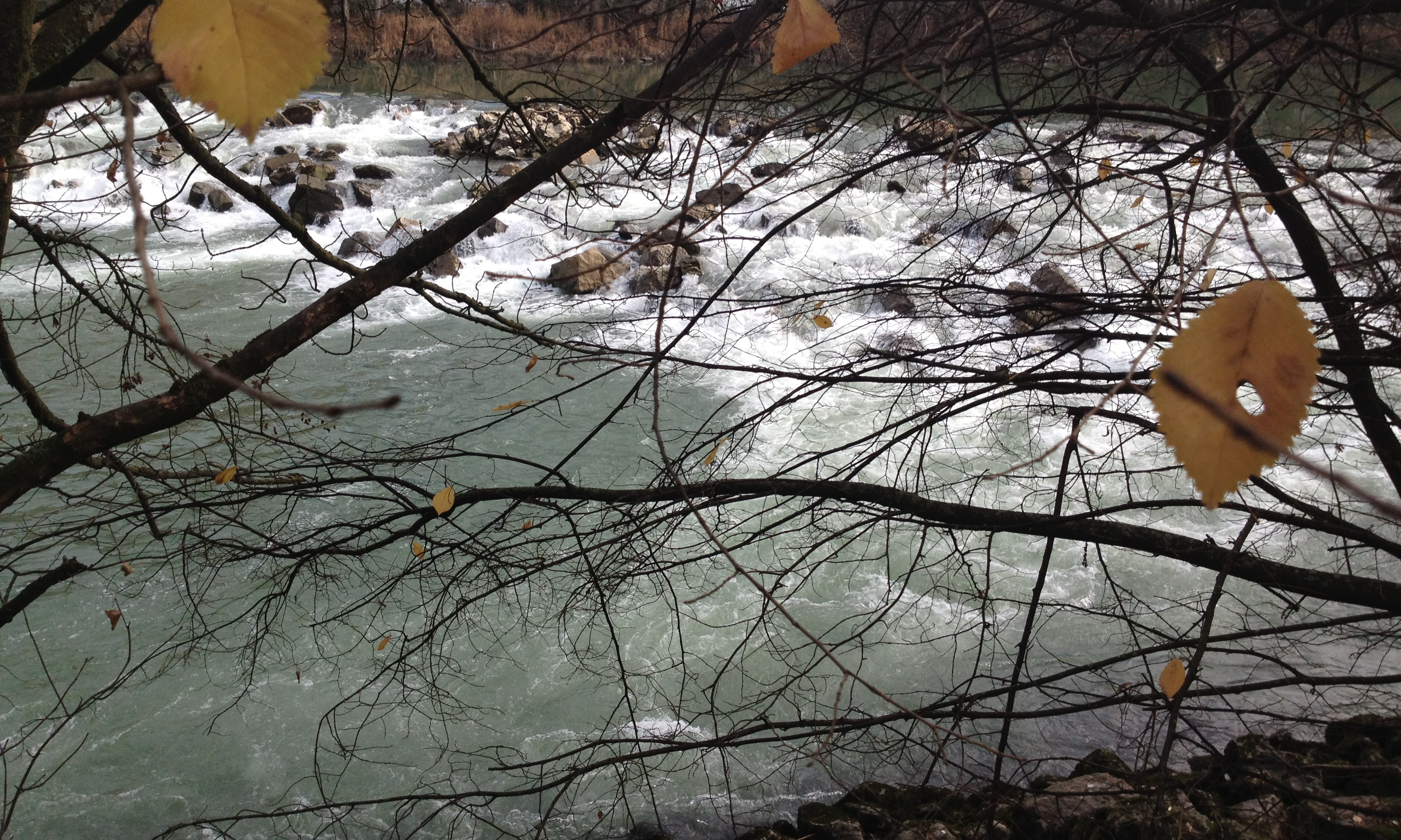
Letzter Laubfall im Spätherbst

## Laubabwerfende verholzende Pflanzen
Die meisten laubabwerfenden Bäume und Sträucher werfen ihre Laubblätter im Herbst vor oder während der ersten Fröste oder in der Trockenzeit ab („Laubfall“). Dies reduziert die Wahrscheinlichkeit, dass sie in einer winterlichen Frostperiode oder in der Trockenzeit vertrocknen. Die Färbung kommt wie folgt zustande: Die Produktion von Chlorophyll (grün) wird eingestellt, und andere Farbstoffe werden sichtbar (gelbe und orangefarbene Carotinoide und Xanthophylle). Zusätzlich können Anthocyane gebildet werden, die die Blätter rot färben. Verbleiben Blätter nach dem Welken an der Pflanze, wird dies als Marzeszenz bezeichnet.